# Villa de Tibère

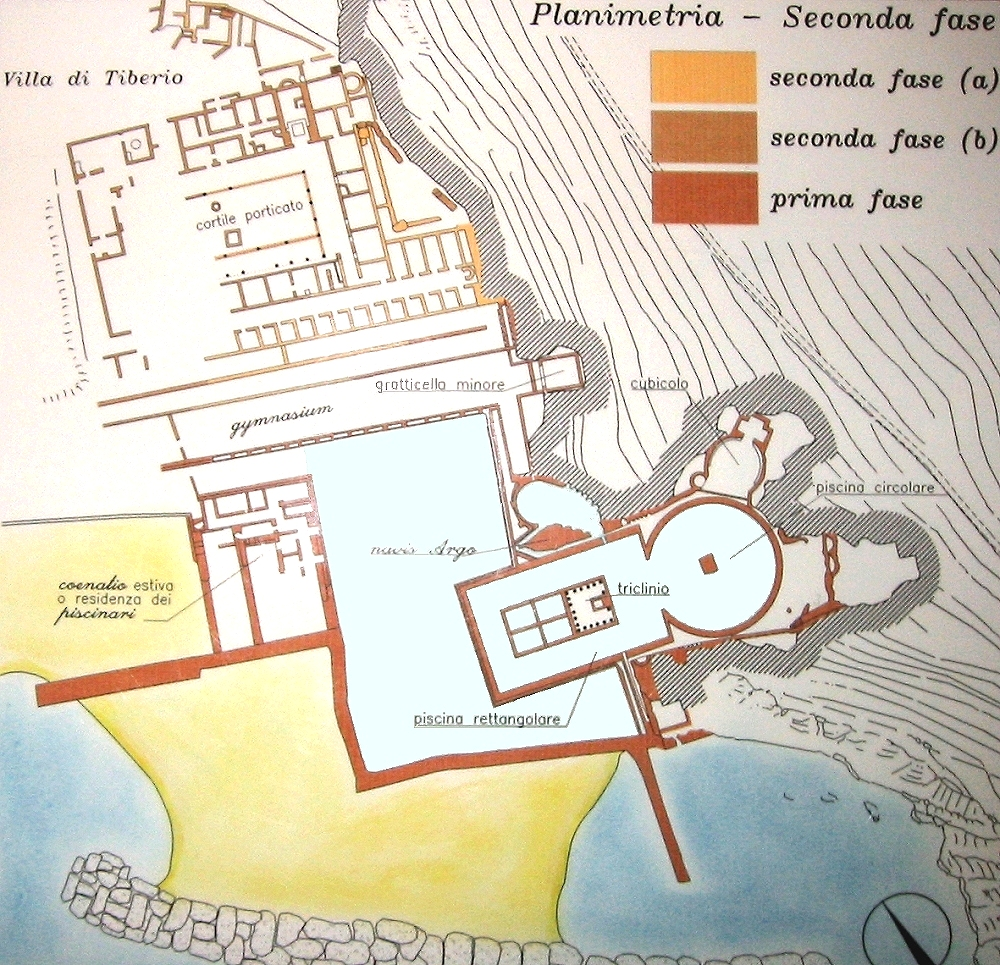
Plan de la villa.

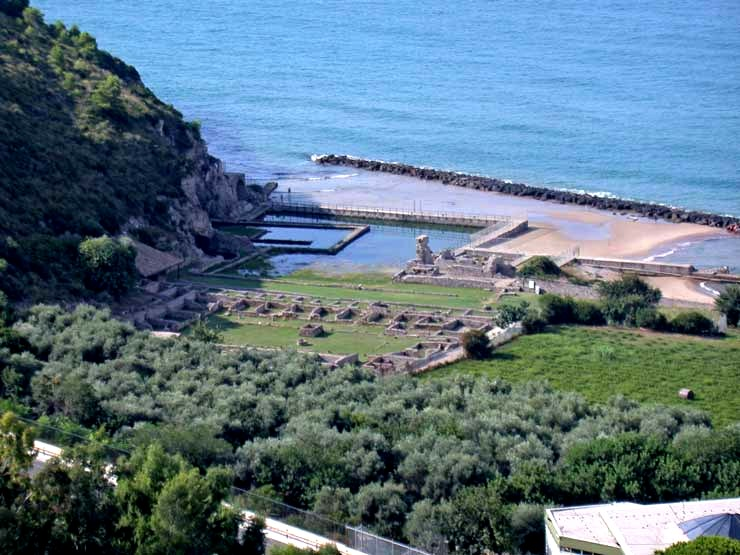
Vue générale des restes de la villa.

La Villa de Tibère est une villa antique bâtie par l'empereur Tibère au Ier siècle sur la côte du Latium, l'actuelle Sperlonga entre Rome et Naples. L'empereur y résida de 14 à 27, année où il s'installe à la Villa Jovis de Capri.
Les vestiges de la villa ont été largement érodés par la mer. En subsistent toutefois quelques substructions et une grotte où furent découvertes des sculptures.

## Histoire
La villa est construite par Tibère en 4 ap. J.-C. à un endroit où la famille de sa mère Livie possédait des biens. À la suite d'un éboulement rocheux durant lequel Tibère faillit mourir en 26 mais fut sauvé par Séjan, l'empereur s'installa à la Villa Jovis à Capri.
À l'époque, le niveau de la mer était beaucoup plus bas, et depuis la grotte et le site de la villa ont été inondés, alors que ce n'était jamais arrivé sous le règne de Tibère.

## Description
- casernes
- écuries
- grottes aménagées et bassins-viviers au pied de la colline
- cour à péristyle, appartements
- promenade
- gymnasium

La villa était considérée comme un « spectaculaire décor maritime ». avec un triclinium aménagé sur un podium devant la principale grotte, au centre d'un bassin. Une colonnade l'entourait et il fallait y accéder en bateau.
Le bassin-vivier le jouxtant était pourvu de chérubins. Deux piscines se trouvaient devant la grotte, dont l'une rectangulaire et l'autre circulaire. Un rocher était taillé en forme de navire et portait le nom du navire Argo.
Dans la grotte principale se trouvaient évoqués des épisodes de l'Odyssée. Dans cette grotte se trouvaient deux salles. Une grotte secondaire possédait un sol de marbre et servait de salle à manger, et fut peut-être le cadre de l'éboulement tragique de 26.

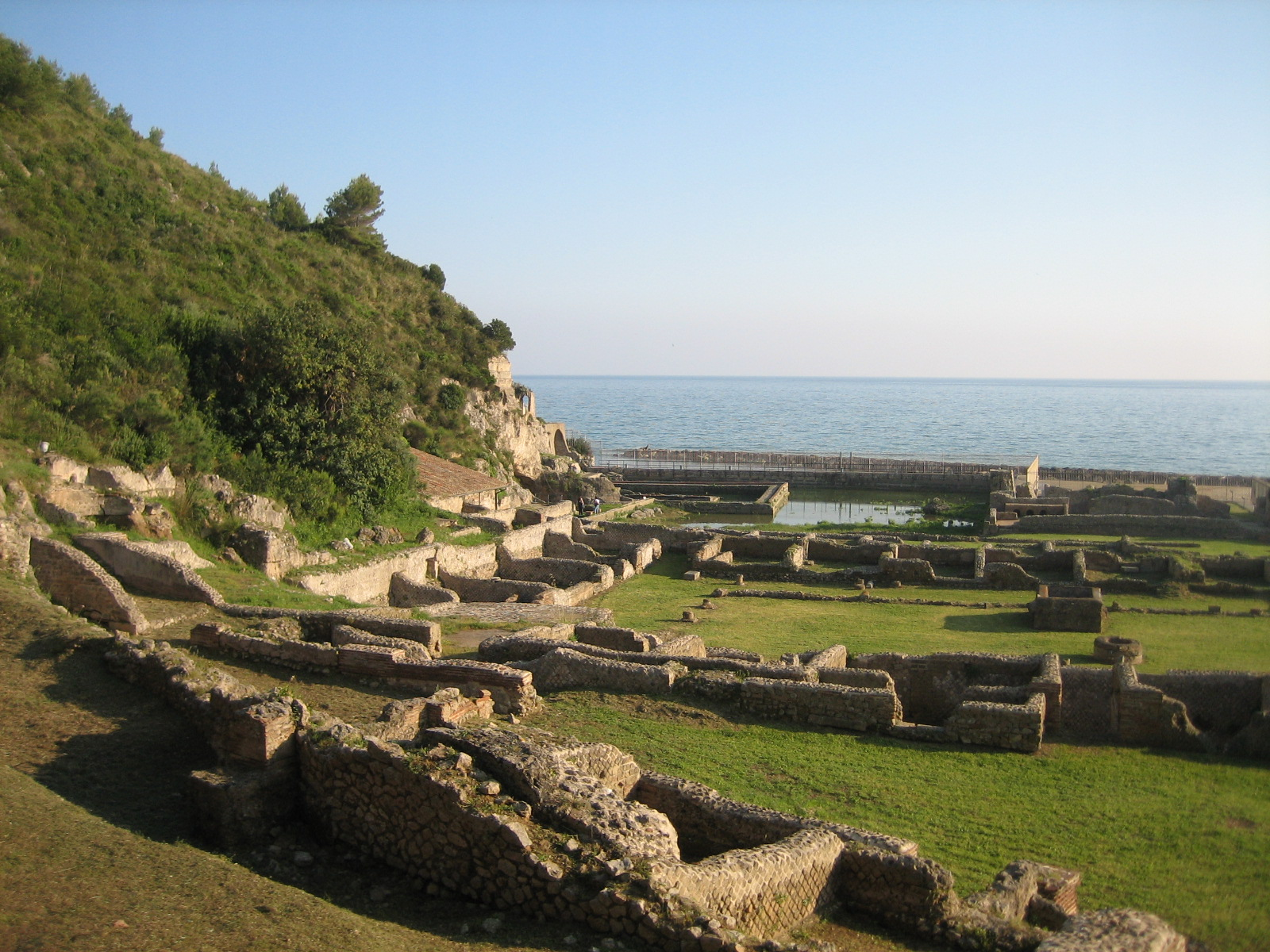
Au premier plan, vestiges des casernes et des écuries, à l'arrière-plan, bassin-vivier et triclinium.
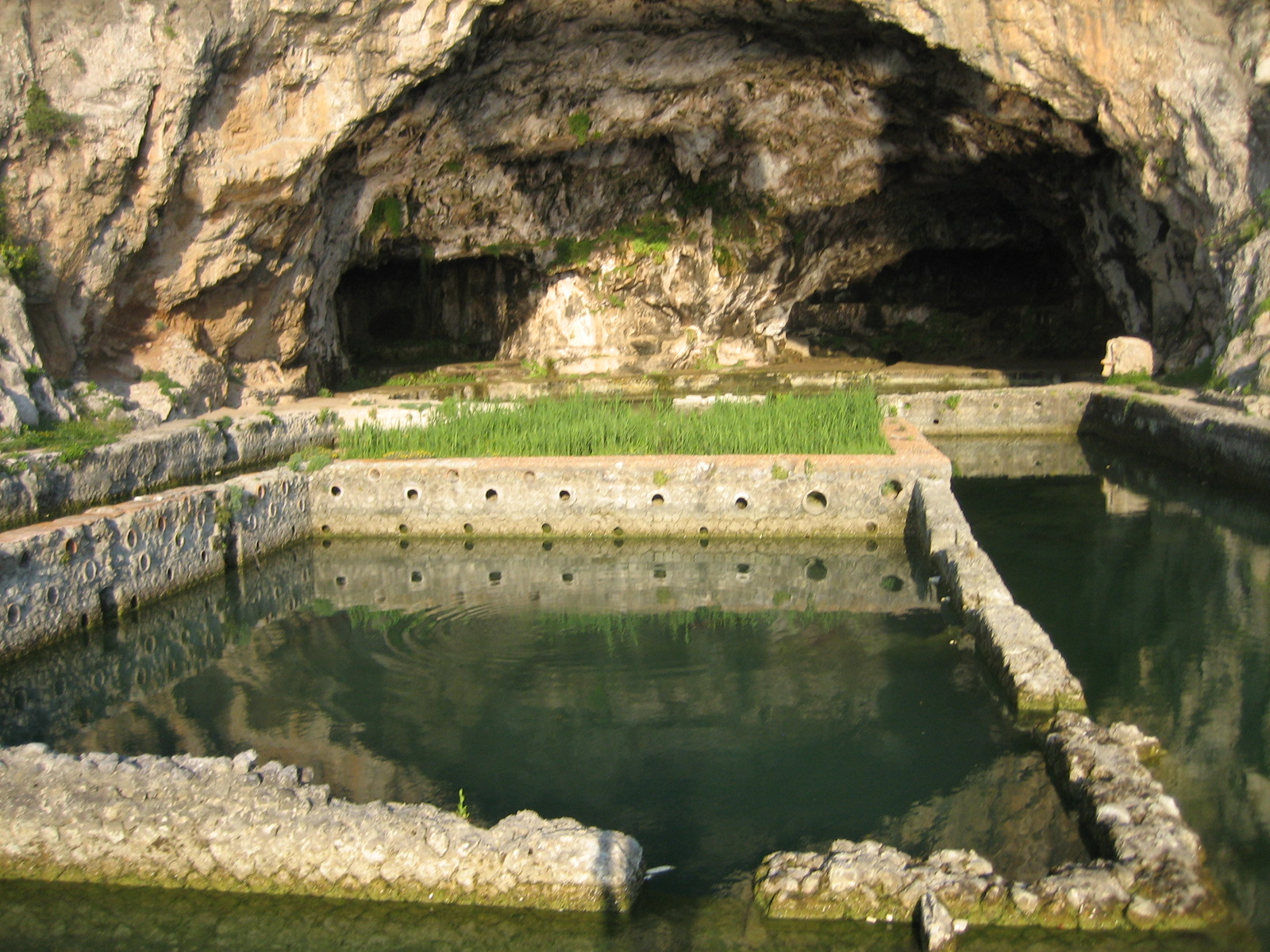
Grotte aménagée à l'arrière-plan, bassin-vivier et triclinium.
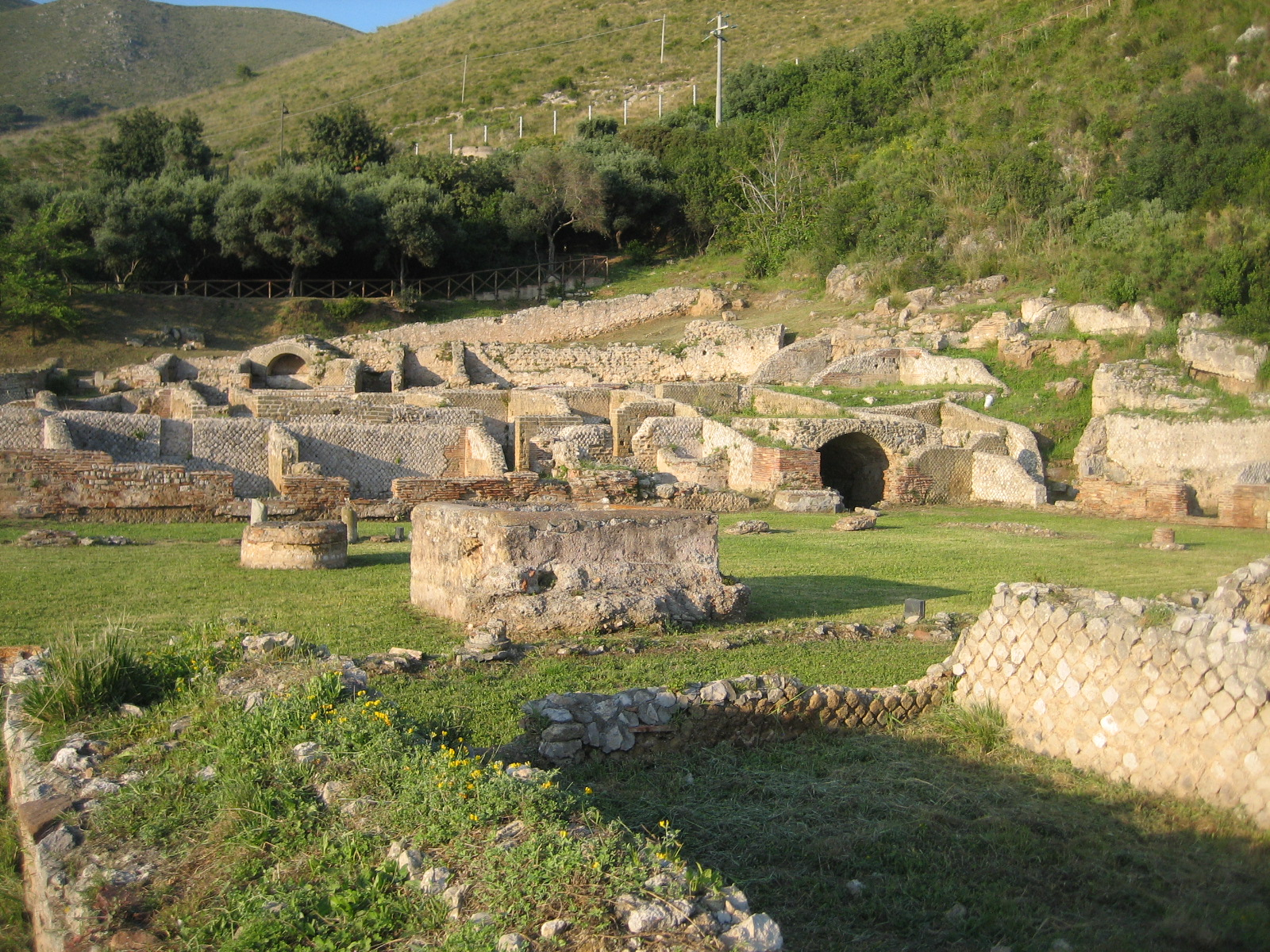
Vestiges des casernes et écuries vus du côté des bassins-viviers.

## Œuvres découvertes sur le site
La grotte principale était pourvue de deux ensembles statuaires dédiés à l'Odyssée et Ulysse. Les œuvres seraient des copies de marbre d'œuvres de bronze, et les artistes auraient été des sculpteurs originaires de Rhodes et auteurs du Laocoon.
- Le monstre Scylla attaquant les marins, au centre du bassin.
- Le cyclope Polyphème aveuglé par Ulysse et ses compagnons, à l'entrée de la grotte.
- Ménélas (ou Achille) soutenant le corps de Patrocle, au premier plan à gauche.
- Au premier plan à droite Diomède et Ulysse rapportant aux Grecs le Palladium.

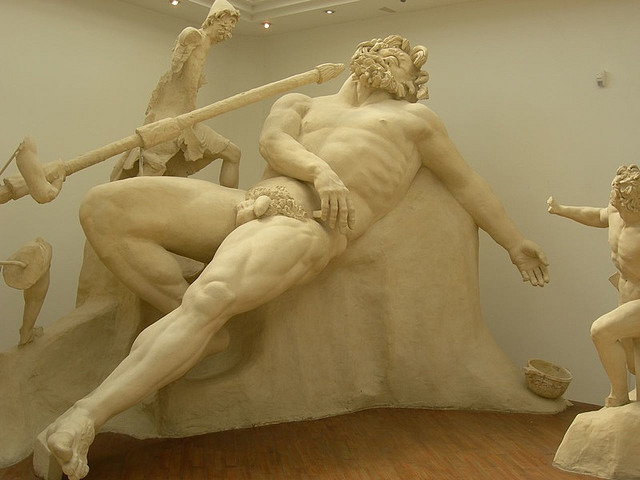
Groupe de Polyphème.
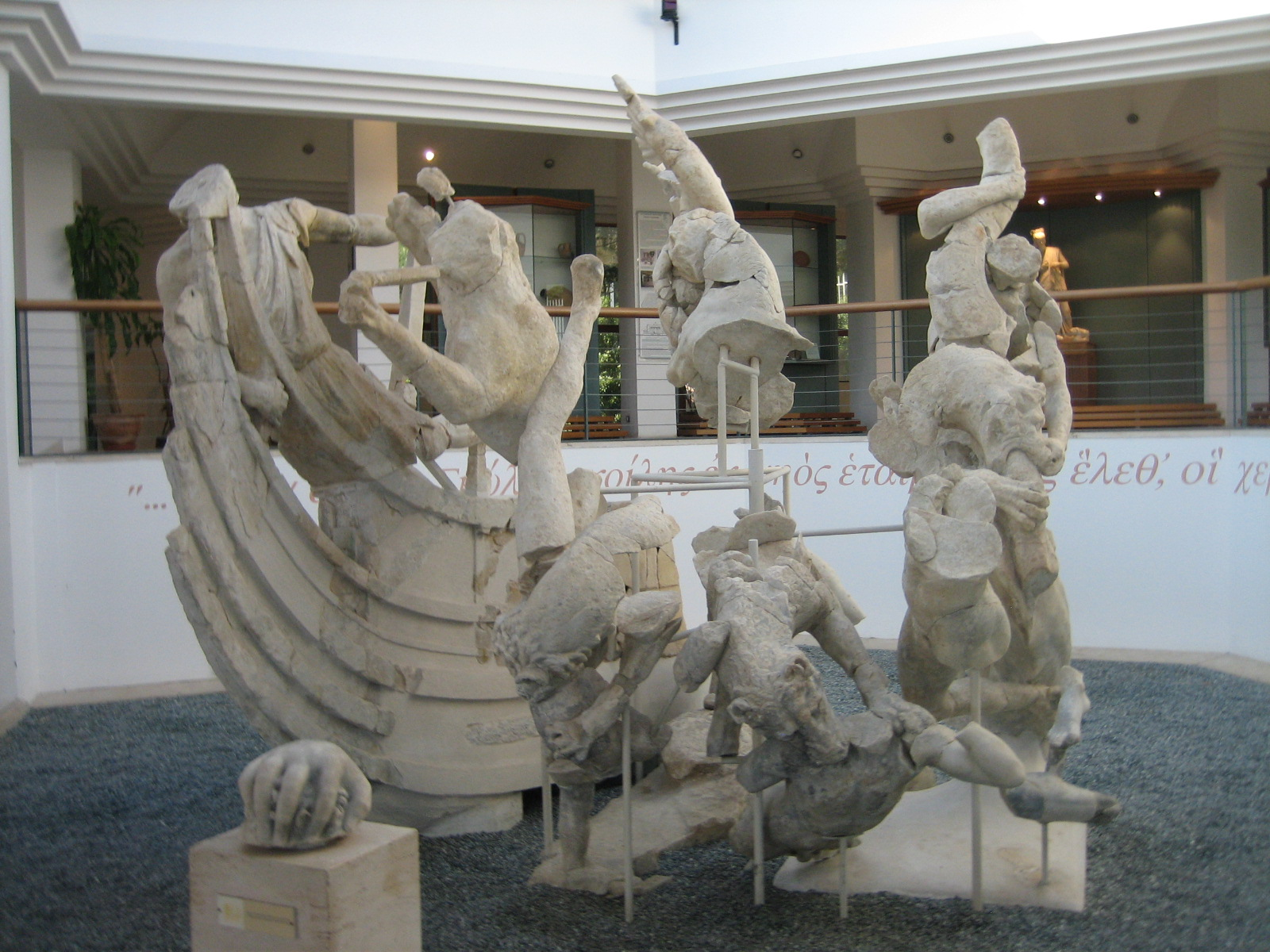
Groupe de Scylla.